# Tongdäwŏngujŏk
Tongdäwŏngujŏk (korejsky 동대원구역) je jeden z městských obvodů Pchjongjangu, hlavního města Severní Korey. Leží na jižním břehu Tedongu, který tvoří jeho západní hranici a odděluje jej od obvodu Čunggujŏk na druhém břehu, s kterým je Tongdäwŏngujŏk propojen mosty Tädong a Ongnju. Na severu hraničí s obvodem Tädongganggujŏk, na východě s obvodem Sadonggujŏk a na jihu s obvodem Sŏngjogujŏk. Vznikl v říjnu 1960.
Mezi stavby v obvodě patří Věž Čučche.